# Elise Ramette
Elise Claudine Ramette (Bèlgica, 3 de novembre de 1998) és una jugadora de bàsquet belga.
Base, debutà la temporada 2012-13 a la Lliga belga amb el Crack Blue Cats Ieper (2012-15) i, posteriorment, jugà al BBC Jeugd Gentson (2015-17), BBC Sint Katelijne Waver (2017-20) i Castors Braine (2020-22). L'estiu de 2022 fitxà pel Cadí la Seu amb el qual competí durant dues temporades i guanyà una Lliga catalana (2023-24) i competí a l'Eurocopa de bàsquet. La temporada 2024-25 fitxà pel Club Joventut Badalona. Internacional amb la selecció de Bèlgica, s'ha proclamant campiona d'Europa en dues ocasions (2023 i 2025).